# 박수무당
《박수무당》은 한국에서 제작된 임원식 감독의 1974년 영화이다. 하명중 등이 주연으로 출연하였고 황영실 등이 제작에 참여하였다.

## 출연

### 주연
- 하명중
- 박지영
- 김희라